# Pterocarpus zenkeri
Pterocarpus zenkeri är en ärtväxtart som beskrevs av Hermann August Theodor Harms. Pterocarpus zenkeri ingår i släktet Pterocarpus och familjen ärtväxter. Inga underarter finns listade i Catalogue of Life.